# Senida Mesi
Senida Mesi (* 16. Dezember 1977 in Shkodra) ist eine albanische Politikerin und Wirtschaftswissenschaftlerin.

## Werdegang
Mesi studierte Wirtschaftswissenschaften bis 2000 an der Universität Tirana. Anschließend arbeitete sie im Bankwesen und schloss 2009 ein Nachdiplomstudium an der Frankfurt School of Finance & Management ab. Parallel zu weiteren internationalen Weiterbildungen gehört sie als externe Dozentin der wirtschaftswissenschaftlichen Fakultät der Universität Shkodra an.
2015 wurde Mesi in den Stadtrat ihres Heimatorts Shkodra gewählt, zwei Jahre später trat sie für die Partia Socialiste e Shqipërisë bei der Parlamentswahl in Albanien 2017 an. Nach der erfolgreichen Wahl wurde sie von Ministerpräsident Edi Rama als seine Stellvertreterin ins Kabinett berufen. Nach einer Phase längerer Studentenproteste kam es Ende 2018 zu einer Kabinettsumbildung, in deren Folge Erion Braçe im Januar 2019 Mesi als stellvertretender Ministerpräsident beerbte. Ihr Abgeordnetenmandat fürs Albanische Parlament behielt sie bei.